# Адамс, Дуглас
Ду́глас Но́эль А́дамс (англ. Douglas Noël Adams, 11 марта 1952 года, Кембридж, Великобритания — 11 мая 2001 года, Санта-Барбара, Калифорния, США) — английский писатель, драматург и сценарист, автор юмористических фантастических произведений. Известен как создатель знаменитой серии книг «Автостопом по галактике».

## Биография
Дуглас Ноэль Адамс родился 11 марта 1952 года в Кембридже. Родители — Джанет (Донован) и Дуглас Адамс. Через несколько месяцев после рождения Дугласа-младшего семья переехала в Ист-Лондон. Там спустя три года родилась его младшая сестра, Сьюзен. В 1957 родители Адамса развелись. Дуглас, его мать и сестра поселились в приюте для животных Королевского общества защиты животных в Брентвуде, Эссексе.
Окончил школу в Брентвуде. Учился в колледже Святого Иоанна, в 1974 году получил степень бакалавра, а позже — магистра. Специализацией его стала английская литература.
В марте 1978 года на радио BBC стартовала его четырёхсерийная постановка «The Hitchhiker’s Guide to the Galaxy» (с англ. — «Путеводитель по галактике для путешествующих автостопом»), которая получила награды «Imperial Tobacco Award» (1978), «Sony Award» (1979), «Best Programme for Young People» (1980).
Некоторое время спустя Дуглас Адамс выпустил одноимённую книгу, которая имела феноменальный успех и в 1984 году возглавила список английских бестселлеров. Дуглас Адамс стал самым молодым писателем, получившим Golden Pen (награда дается за 1 000 000 проданных книг). Позже Адамс написал продолжения — «The Restaurant at the End of the Universe» («Ресторан в конце Вселенной») (1980) и «Life, The Universe and Everything» («Жизнь, Вселенная и всё остальное») (1982).
В 1982 году книги Адамса попали в New York Times bestellers list и Publishers' Weekly bestsellers list — впервые со времен Яна Флеминга английскому писателю удается добиться такого успеха в США.
В том же году его первые две книги адаптируются для шестисерийной телевизионной постановки, которая берёт награды в категориях «Best TV Graphics», «Best VTR Editing» и «Best Sound».
В 1984 году вышла в свет четвёртая книга серии — «So Long and Thanks for all the Fish» («Всего хорошего, и спасибо за рыбу!»).
В 1984 году Адамс начал сотрудничество с компанией Infocom, которая в те годы была «королём» жанра приключенческих игр, и принял непосредственное участие в разработке текстового квеста interactive fiction «The Hitchhiker’s Guide to the Galaxy». Игра удостоилась премии от «Thames TV». На этом сотрудничество Адамса с фирмой Infocom не закончилось, несколько позже он написал ещё одну юмористическую приключенческую игру в жанре interactive fiction — «Bureaucracy».
Адамс был одним из сценаристов Четвёртого Доктора в сериале «Доктор Кто» (англ. Doctor Who): эпизоды «Планета пиратов» (англ. The Pirate Planet) и «Шада» (англ. Shada).
В 1984 году Дуглас Адамс вместе с Джоном Ллойдом пишет нефантастическую книгу «The Meaning of Liff». Книга имеет успех и в 1990 году выходит продолжение — «The Deeper Meaning of Liff».
В 1987 году Адамс пробует свои силы в несколько другом жанре и выпускает книгу «Dirk Gently’s Holistic Detective Agency» («Детективное агентство Дирка Джентли»), представляющую собой смесь мистики, детектива и юмора. Несмотря на сдержанные отклики, через год выходит продолжение — «Long Dark Tea-time of the Soul» («Долгое чаепитие»).
В 1990 году Адамс совместно с зоологом Марком Карвардайном выпускает «Last Chance to See» — книгу о редких и исчезающих видах животных.
В 1991 году аудиокнига «HHGG», попадает в номинацию «Лучшая разговорная или не-музыкальная запись» (Best Spoken Word or Non-Musical Recording) премии Грэмми.
Ещё через год Адамс пишет заключительную, пятую книгу «Путеводителя» — «Mostly Harmless» (В основном безвредна).
В 1993 году видеофильм «Making Of HHGG» номинируется на «Best Documentary» в Video Home Entertainment Awards.
В 1996 году «The Hitchhiker’s Guide to the Galaxy» занимает 24 место в списке «Сто Величайших книг Столетия» от «Waterstone’s Books/Channel Four».
В 1998 году Адамс основывает «The Digital Villiage» — компанию, которая в том же году выпускает компьютерную игру-квест «Starship Titanic».
В последние годы жизни Дуглас Адамс пишет новый роман и помогает студии «Дисней» снять полнометражный фильм «Автостопом по Галактике». 
Дуглас Адамс также был активистом движений за защиту окружающей среды и спасение вымирающих видов, включая программы по защите чёрных носорогов и горилл. Кроме того, он много играл на гитаре (его коллекция включала 24 гитары для левшей), находясь под влиянием групп Pink Floyd и Procol Harum. Адамс был энтузиастом технологического прогресса и характеризовал себя как «радикального атеиста»; Ричард Докинз посвятил ему книгу «Бог как иллюзия», в шутку назвав его «видимо, единственным, кого я обратил в атеизм».

### Личная жизнь
В 1981 году Адамс переехал в Излингтон, где жил сначала на Аппер Стрит, а в конце 1980-х годов — на Дункан Террас.
В начале 1980-х годов у Адамса был роман с писательницей Салли Эмерсон, жившей в то время раздельно с мужем. Адамс позже посвятил Эмерсон свою книгу «Жизнь, Вселенная и всё остальное». В 1981 году Эмерсон вернулась к мужу, Питеру Стотхарду, учившемуся с Адамсом в одной школе в Брентвуде, а позже ставшему редактором The Times.
Вскоре друзья познакомили Адамса с Джейн Белсон, с которой у него позже завязались романтические отношения. Белсон была той самой «дамой-адвокатом», о которой упоминалось в краткой биографии писателя, неизменно приводившейся в его книгах в середине 1980-х годов:

«Он [Адамс] проживает в Излингтоне с дамой-адвокатом и компьютером Apple Macintosh».
Оригинальный текст (англ.)"He [Adams] lives in Islington with a lady barrister and an Apple Macintosh."

В 1983 году, во время работы Адамса над ранней версией сценария «Путеводителя» для кино, пара проживала в Лос-Анджелесе. Когда сделка сорвалась, Дуглас и Джейн переехали в Лондон. Пережив несколько расставаний и разорванную помолвку, они поженились 25 ноября 1991 года. 22 июня 1994 года у пары родилась дочь — Полли Джейн Рокет Адамс. В 1999 году семья переехала из Лондона в Санта-Барбару (штат Калифорния), где они жили вплоть до его смерти.
Дуглас Адамс умер от сердечного приступа 11 мая 2001 года в возрасте 49 лет у себя дома в Санта-Барбаре.
После похорон Джейн Белсон и Полли Адамс вернулись в Лондон. Джейн умерла 7 сентября 2011 года.

## Произведения

### The Hitchhiker’s Guide to the Galaxy
Наиболее известное произведение «The Hitchhiker’s Guide to the Galaxy» (один из переводов — «Руководство для путешествующих автостопом по Галактике») впервые появилось в 1978 как радиопостановка на BBC. Позже вышла литературная «трилогия в пяти частях»:
- 1979 — «Руководство для путешествующих автостопом по Галактике» / The Hitch-Hiker’s Guide To The Galaxy
- 1980 — «Ресторан в конце Вселенной» / The Restaurant At The End Of The Universe
- 1982 — «Жизнь, Вселенная и всё остальное» / Life, The Universe And Everything
- 1984 — «Всего хорошего, и спасибо за рыбу!» / So Long And Thanks For All The Fish
- 1992 — «В основном безвредна» / Mostly Harmless

### Серия о Дирке Джентли
- 1987 — Холистическое детективное агентство Дирка Джентли[англ.] / Dirk Gently’s Holistic Detective Agency
- 1988 — Долгое чаепитие[англ.] / The Long Dark Tea-Time of the Soul
- 2002 — Лосось сомнения[англ.] / The Salmon of Doubt (последний незаконченный роман)

### Другие произведения
- 1984 — The Meaning of Liff[англ.] (в соавторстве с Джоном Ллойдом[англ.])
- 1986 — The Private Life of Genghis Khan[англ.] (в соавторстве с Грэмом Чэпменом)
- 1990 — Last Chance To See[англ.] (в соавторстве с Марком Карвардайном[англ.])
- 1990 — The Deeper Meaning Of Liff[англ.] (в соавторстве с Джоном Ллойдом[англ.])
- 2012 — Шада (в соавторстве с Гаретом Робертсом)

### Экранизации
- 1981 — «Путеводитель по галактике для путешествующих автостопом»[англ.] (телесериал)
- 2005 — «Автостопом по галактике»
- 2010 — «Дирк Джентли»[англ.] (телесериал)
- 2016 — «Холистическое детективное агентство Дирка Джентли»

### Компьютерные игры
- 1984 год в компьютерных играх — «The Hitchhiker’s Guide to the Galaxy», интерактивная фантастическая компьютерная игра, основанная на одноимённом романе Адамса.
- 1987 год в компьютерных играх — Bureaucracy (видеоигра)[англ.], компьютерная игра в жанре интерактивной литературы.
- 1998 год в компьютерных играх — Starship Titanic[англ.], компьютерная игра в жанре квест.

## Память
- (25924) Дугласадамс — астероид, названный в честь писателя.
- Астероид (18610) был назван в честь Артура Дента — героя книг Дугласа Адамса.[16]
- День полотенца отмечается поклонниками Дугласа Адамса ежегодно 25 мая.
- В честь Д. Адамса названо «переходное геомагнитное событие Адамса» — период многократного ослабления магнитного поля Земли, предшествовавший экскурсу Лашампа, когда магнитные полюса Земли поменялись местами. Предполагается, что событие Адамса привело к вымиранию многих видов животных и растений, вымиранию неандертальцев, опустыниванию Австралии, а также привело к расцвету мифологии и пещерной живописи: с одной стороны, северные и южные сияния были видны по всей Земле, что могло привести к появлению мифов; с другой стороны, из-за высокого уровня космической радиации распространился пещерный образ жизни. Событие произошло около 42 тысяч лет назад и названо в честь Адамса, потому что в романе «Автостопом по галактике» он писал, что число 42 — ответ на «главный вопрос жизни, вселенной и всего такого».[17]